# Kings Heath
Kings Heath (històricament i, encara ocasionalment, King's Heath) és un suburbi del sud de Birmingham, Anglaterra, a cinc milles al sud del centre de la ciutat. Es troba just al sud de Moseley, a la A435, carretera d'Alcester.

## En la cultura popular
La pel·lícula musical de 2011 Turbulence va ser rodada a la zona, tenint lloc l'acció de bona part del llargmetratge al pub Hare & Hounds.
La cançó "Green Garden", estrenada el 2013, de la cantant Laura Mvula, nascuda a Birmingham, és una elegia a la seva casa de Kings Heath.

## Residents notables
Persones nascudes a Kings Heath
- Peter Aldis, (1927-2008), jugador de futbol conegut pel seu pas per l'Aston Villa
- Kevin Ashley, nascut el 1968, jugador de futbol que va jugar al Birmingham City i el Wolverhampton Wanderers FC
- Martin Barre, nascut el 1946, guitarrista dels Jethro Tull
- Frank Bowden (1904-?) jugador de futbol que va jugar al Coventry
- Gary Childs, nascut el 1964, jugador de futbol al Walsall i el Grimsby Town
- Albert Gardner, (1887-1923), jugador de futbol del Birmingham City
- Tommy Green (1873-1921), jugador de futbol conegut pel seu pas pel West Bromwich Albion
- Sydney S. Guy, (1885-1971), fundador de l'empresa Guy Motors
- Edna Iles, (1905-2003), pianista
- Ann Jones, nascuda el 1938, jugadora de tennis que va guanyar 7 campionats Grand Slam
- Bob Latchford, nascut el 1951, jugador de futbol que va jugar amb el Birmingham City, l'Everton FC i la selecció anglesa
- Dave Latchford, nascut el 1948, jugador de futbol del Birmingham City
- Peter Latchford, nascut el 1952, jugador de futbol del West Bromwich Albion i el Celtic
- Dave Linney, nascut el 1961, jugador de futbol de l'Oxford United.
- Laura Mvula, nascuda el 1986, cantant i compositora
- Jim Roberts, nascut el 1922, arquitecte
- Toyah Willcox, nascuda el 1958, músic i actriu

Residents destacats
- Mohammed Ali, nascut el 1979, artista de carrer
- Judith Cutler, nascuda el 1946, escriptora de novel·la negra
- Paul Dyson, nascut el 1959, jugador de futbol del Coventry i del Stoke City. Regenta una botiga d'esports a Kings Heath des que va retirar-se.
- Tommy Godwin, 1920 - 2012, ciclista. Va regentar una botiga de ciclisme a Kings Heath entre 1950 i 1986
- J. R. R. Tolkien, (1892-1973), va viure a Kings Heath el 1895, a casa dels seus avis.